# Pseudapocryptes
Pseudapocryptes — рід риб родини Оксудеркових (Oxudercidae).

## Види
- Pseudapocryptes borneensis  (Bleeker, 1855)[3]
- Pseudapocryptes elongatus  (Cuvier, 1816)[4][5][6][7][8][9]

## Зовнішні посилання
- NCBI
- ITIS [Архівовано 24 жовтня 2011 у Wayback Machine.]
- World Register of Marine Species [Архівовано 28 червня 2020 у Wayback Machine.]
- Encyclopedia of Life[недоступне посилання з травня 2019]
- ZipCodeZoo[недоступне посилання з лютого 2019]
- uBio
- Biodiversity Institute of Ontario
- Animal Diversity Web [Архівовано 15 квітня 2010 у Wayback Machine.]